# Бергнер, Лаура
Лаура Бергнер (швед. Laura Bergnéhr; ум. 1852) ― шведская актриса

 и любовница короля Карла XV.
Была дочерью лейтенанта Ларса Августа Бергнера и куртизанки Ловизы Спонгберг. Её мать позже вышла замуж за Акселя Фредрика Лильенстолпе, который был судьёй.
Лаура Бергнер была актрисой. Её дебют состоялся в 1847 году в Малом театре Стокгольма. Среди её самых примечательных ролей ― Корделия в пьесе Шекспира «Король Лир». Однако в целом сценическая карьера Бергнер, по всей видимости, была довольно умеренной. Лаура и три её сестры были хорошо известными стокгольмскими куртизанками на протяжении всей середины XIX века. Они имели клиентов среди представителей высших классов и пользовались такой же славой, которую веком ранее имела актриса Фредерика Лёф и её семь сестёр.
Лаура Бергнер ныне наиболее известна как любовница наследного принца Карла, который впоследствии стал королём Калом XV. Он называл её «Синьора Фарали»: слово «фарал» он изобрёл сам и с его точки зрения оно «должно означать новую мораль, заменив собой само это устаревшее слово».